# Far Away (píseň, 3+2)
"Far Away" je píseň, kterou složili Leonid Širin a Juryj Vaščuk. Skupina 3+2 s ní reprezentovala Bělorusko na Eurovision Song Contest 2010, kdy byla interně vybrána běloruským vysílatem NDTRK RB.
Píseň se předtím zúčastnila soutěže Muzykaľnyj sud, bělorusky Музыкальный суд televize ONT, u kterého se plánovalo, že se v něm provede výběr běloruské písně do soutěže před přijetím ONT do Evropské vysílací unie, organizátoři soutěže to zamítli. Dne 19. března 2010 bylo vydáno prohlášení, že skupina 3+2 změnila svou píseň do soutěže a zazpívá píseň "Butterflies", kterou napsali Maxim Fadeev a Malka Chaplin.